# Lumahyphes
Lumahyphes is een geslacht van haften (Ephemeroptera) uit de familie Leptohyphidae.

## Soorten
Het geslacht Lumahyphes omvat de volgende soorten:
- Lumahyphes guacra
- Lumahyphes pijcha
- Lumahyphes yagua